# Croton eichleri
Espèce
 Croton eichleri est une espèce de plantes à fleurs du genre Croton et de la famille des Euphorbiaceae, présente au Brésil (Ceará).
Il a pour synonyme :
- Oxydectes eichleri, (Müll.Arg.) Kuntze